# Vinkeveen en Waverveen

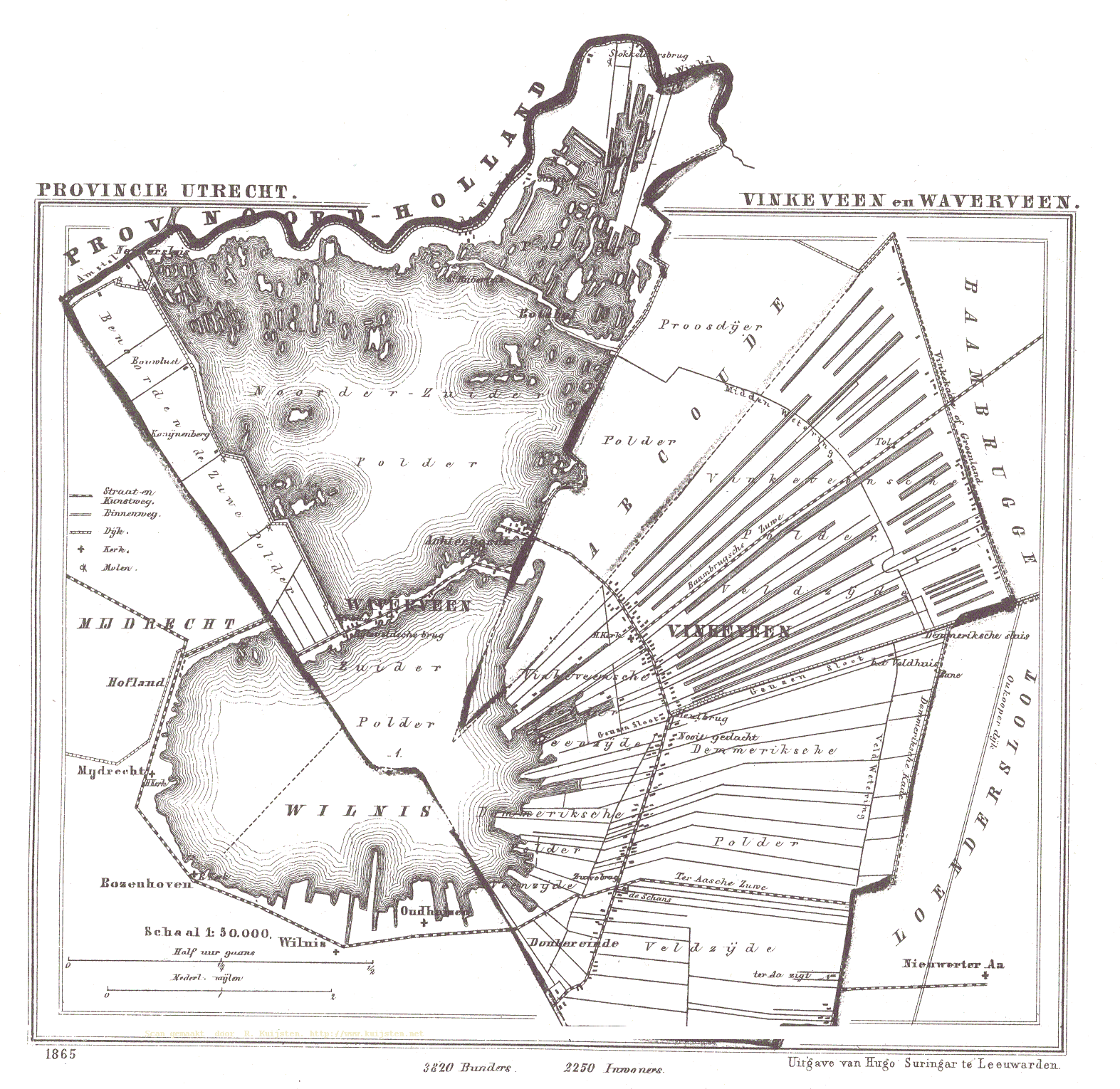
Karte der ehemaligen Gemeinde Vinkeveen en Waverveen (1865)

Vinkeveen en Waverveen war eine Gemeinde in der niederländischen Provinz Utrecht. Sie wurde am 1. Januar 1841 durch die Vereinigung der beiden Gemeinden Vinkeveen und Waverveen gebildet. Am 1. Januar 1989 wurde sie mit Mijdrecht  und Wilnis zur neuen Gemeinde De Ronde Venen zusammengeschlossen. Zum Zeitpunkt der Auflösung zählte Vinkeveen en Waverveen 8619 Einwohner auf 26,36 km².

## Persönlichkeiten
- Joris van Dijk (1898–*), Radrennfahrer